# Redistribution des revenus
 (juin 2013).
La redistribution des revenus est une politique d'atténuation des inégalités de revenus opérée au moyen des transferts sociaux, l'intervention du pouvoir politique, afin de réduire les écarts de revenu, via une progressivité du barème de l'impôt sur le revenu, et d'autres mécanismes tels que la mise à disposition gratuite ou à un coût très accessible des services publics tels que l'enseignement. 
Liée à la notion de solidarité, démarche éthique qui considère l'individu comme élément d'un groupe social auquel il a le devoir de contribuer à l'épanouissement, elle vise aussi à l'entretien de la cohésion d'une société, mais reste moins importante dans les pays les plus libéraux, qui craignent les effets pervers de l'État-providence, au nom de la théorie des choix publics, pour qui la redistribution profite aux clientèles électorales plutôt qu'à ceux qui en ont le plus besoin.

## Redistribution et don
La redistribution est définie comme l'« ensemble des opérations par l’intermédiaire desquelles une partie des revenus est prélevée sur certains agents économiques ou catégories sociales pour être reversée au bénéfice d’autres ».
Le don repose lui sur d'autres valeurs comme la charité, la générosité, la philanthropie. Il dépend de l'initiative du donateur, qui décide lui-même du montant et de la destination de son don. Les dons de sang et dons d'organes présentent une situation intermédiaire, tout comme les associations caritatives : le donateur est libre de donner mais ne peut décider de l'usage de ce don.

## Mécanismes

### Mise en place d'impôts redistributifs
Pour chaque impôt ou taxe, le caractère redistributif s'apprécie dans la comparaison entre le coût et le bénéfice (ramené en pourcentages des revenus) pour chaque décile de population.
Les impôts progressifs et les cotisations sociales sont ainsi fortement redistributifs, contrairement aux taxes comme la TVA dont le taux est fixe quel que soit l'acheteur du produit ou du service.

### Politiques d'exonération fiscale
Les politiques d'exonération fiscale consistent par exemple à ne pas prélever d'impôt sur le revenu sur les revenus les moins élevés, afin de concentrer l'effort sur les hauts-revenus, via la progressivité du barème de l'impôt sur le revenu.

## Critiques

### Vocabulaire utilisé
Le terme redistribution est lui-même objet de critique puisqu'il suppose qu'une première distribution a lieu avant l'intervention de l'État ce qui est éminemment contestable. Ainsi pour l'économiste Thomas Sowell : « Malgré une littérature aussi abondante que fervente sur la "distribution des revenus", le fait est que la plupart des revenus ne sont pas distribués, mais gagnés ».

### Morale
Enfin la redistribution est critiquée d'un point de vue moral comme attentant à la liberté économique voire comme un euphémisme pour désigner ce qui relève du vol pur et simple, point notamment défendu par les libertariens.

### Enrichissement général
Les critiques de la politique de redistribution estiment que celle-ci prévient l'enrichissement général car selon eux une politique de redistribution trop confiscatoire a tendance à accentuer l'expatriation fiscale des plus hauts revenies et la fuite des cerveaux, dans des proportions telles que la société s'appauvrit globalement. Ils estime que "trop d'impôt tue l'impôt". La journaliste Eugénie Bastié est de cet avis, tout comme les économistes Thomas Sowell et Arthur Laffer, défenseur d'une réduction des impôts, dès 1978, en Californie, qui a donné son nom à la courbe de Laffer, puis influença la politique fiscale de Ronald Reagan en incitant des réductions d'impôts massives ; d'abord en 1981 par l'Economic Recovery Tax Act (E.R.T.A.) puis en 1986 par le Tax Reform Act (T.R.A.), et devint à partir de 2016, l'un des conseillers économiques de Donald Trump, tout en soutenant sa politique économique par un ouvrage intitulé Trumponomics: Inside the America First Plan to Revive Our Economy.
La courbe de Laffer serait née dans un dîner en décembre 1974 entre Wanniski (journaliste), Laffer (université de Chicago), Donald Rumsfeld (à l'époque directeur de cabinet du président Gerald Ford) et Dick Cheney (alors adjoint de Rumsfeld et ancien condisciple de Laffer à Yale) dans un restaurant de Washington, mais "personne n'a idée de la forme exacte de la courbe" et donc du taux à partir duquel le rendement de l'imôt diminue significativement.
Les soutiens de la politique de redistribution estiment au contraire qu'elle n'agrandit pas seulement la part du gâteau des plus modestes mais aussi la taille globale du gâteau, en se référant à l'historique de long terme de l'économie américaine: au cours de la Grande Dépression, le taux marginal supérieur de l'IR atteignit 94% en 1944 puis se stabilisa autour de 90% jusqu'à la fin de la présidence Kennedy, alors qu'il n'était que de 7% en 1913 puis de 77% en 1918.

## Effets économiques

### Sur la croissance globale
,

## Situation en France
Selon l’expert des finances publiques et directeur de Fipeco François Ecalle, le niveau d’inégalités en France mesuré par le coefficient de Gini s’élève à 29,7 en 2023, soit un score très proche de la moyenne européenne, 29,6. Selon ses calculs, parmi les principaux pays européens, les Pays-Bas, la Belgique et la Pologne ont un coefficient nettement plus faible que la France, ce qui traduit une moindre inégalité des revenus alors que l’Italie et de l’Espagne ont un coéfficient nettement plus élevé, révélant une plus grande inégalité des revenus
L'INSEE a calculé l'impact en 2018 en France des prélèvements directs et des prestations sociales sur la répartition des richesses :
- avant redistribution, le niveau de vie[8] moyen des 20 % de personnes les plus aisées est 8,3 fois supérieur au niveau de vie moyen des 20 % de personnes les plus modestes ; ce rapport passe à 3,9 après redistribution[9] ;
- si on considère les 10 % de personnes les plus riches et les 10 % les plus modestes, le rapport est de 23,6 avant redistribution et de 5,7 après redistribution :
- les transferts les plus efficaces en termes de redistribution sont ceux qui sont les plus progressifs et qui ont le plus grand poids dans le revenu disponible global des ménages : c'est le cas de l'impôt sur le revenu, qui contribue pour 29 % à la réduction des inégalités relatives de niveau de vie, au contraire des cotisations sociales et les cotisations familiales, faiblement progressives. Les prestations sociales, dont notamment les aides au logement et les minima sociaux, qui sont très ciblés sur les ménages à faibles revenus, contribuent pour 65 % à la réduction des inégalités. Les prestations familiales, bien que faiblement progressives, jouent également un rôle important en raison de leurs poids important dans le revenu global des ménages à faible niveau de vie.